# Le Donjon
Le Donjon ist eine französische Gemeinde mit 1.011 Einwohnern (Stand: 1. Januar 2022) im Département Allier in der Region Auvergne-Rhône-Alpes. Die Gemeinde gehört zum Arrondissement Vichy und zum Kanton Dompierre-sur-Besbre.

## Geographie
Le Donjon liegt etwa 37 Kilometer nordöstlich von Vichy am Fluss Loddes, in den Ausläufern der Montagne Bourbonnaise. Umgeben wird Le Donjon von den Nachbargemeinden Liernolles im Norden, Saint-Didier-en-Donjon im Nordosten, Neuilly-en-Donjon im Osten, Lenax im Süden, Loddes im Süden und Südwesten, Bert im Südwesten und Westen sowie Montcombroux-les-Mines im Westen.

## Bevölkerungsentwicklung
| Jahr                       | 1962 | 1968 | 1975 | 1982 | 1990 | 1999 | 2006 | 2019 |
| Einwohner                  | 1522 | 1512 | 1447 | 1366 | 1258 | 1168 | 1102 | 1065 |
| Quellen: Cassini und INSEE |      |      |      |      |      |      |      |      |

## Sehenswürdigkeiten
- Kirche Immaculée-Conception (Unbefleckte Empfängnis)
- Kapelle Saint-Hilaire
- Kapelle Saint-Martin im Ortsteil Melleret
- Schloss Contresol

Siehe auch: Liste der Monuments historiques in Le Donjon

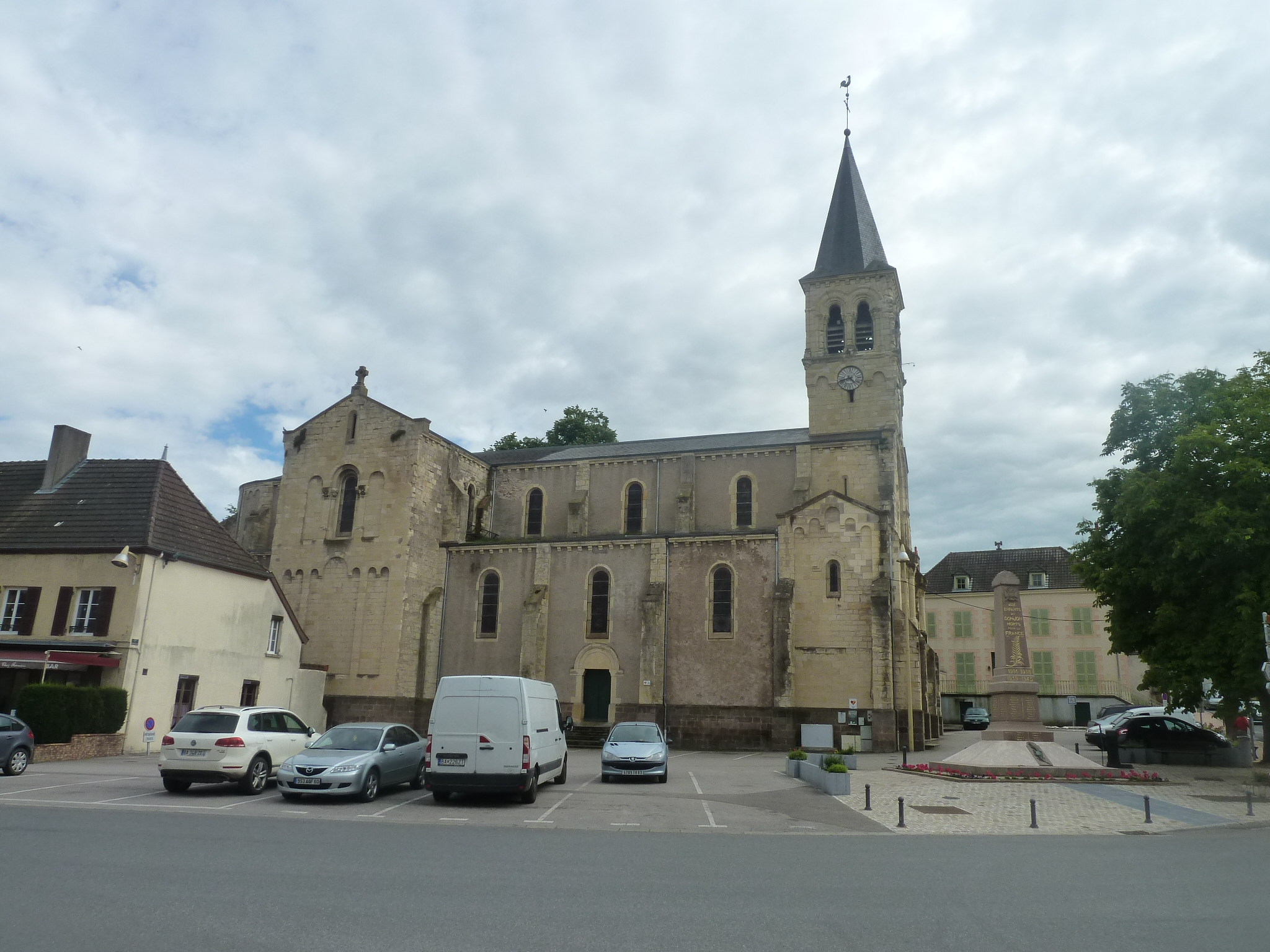
Kirche Immaculée-Conception